# Gottfried Holtzmüller
Gottfried Holtzmüller (* 18. Januar 1609 in Oederan; † 31. Juli 1659 auf Gut Hohelinde, ebenda) war ein schwedisch-weimarischer Oberstleutnant während des Dreißigjährigen Krieges.

## Leben
Gottfried Holtzmüller wurde im sächsischen Oederan, einer vom Bergbau geprägten Stadt, geboren. Er entstammte einer angesehenen Bürgermeisterfamilie. Nach der Landung Gustav II. Adolfs meldete er sich zum Kriegsdienst. Bei der Ausführung seines Dienstes als Kommandeur der Bergfeste Hohenurach zog er sich bei einem Ausfall am 15. April 1635 einen Schuss ins Gesicht und schwere Augenverletzungen zu.
Holtzmüller heiratete am 24. September 1635 die Augsburger Patriziertochter Jacobina Kraft in Ulm. Er hatte vier Brüder, einer davon, Johann Holtzmüller (* 1604; † 1681), diente als Fähnrich im selben Stab. Im Juli 1636 nahm Holtzmüller Abschied vom Heer des Bernhard von Weimar und trat nun in württembergische Dienste ein. Nach seiner dortigen Entlassung im Jahr 1644 lebte er mit seiner Ehefrau in Ulm. Ein Sohn aus zweiter Ehe, Siegfried Gottlieb Holtzmüller (* 1652; † 1722), ist überliefert.
Schließlich starb Gottfried 1659 auf Gut Hohelinde in seinem Geburtsort.

## Militärische Laufbahn

### Schwedischer Kompanieführer
Im August 1631 erhielt Gottfried Holtzmüller unter Herzog Wilhelm IV. von Sachsen-Weimar im Range eines Hauptmanns das Patent zur Werbung einer Dragonerkompanie. Diese Kompanie war in den folgenden beiden Jahren in ein größeres Regiment inkorporiert. Im Herbst 1633 traten Holtzmüllers Dragoner in der Armee des schwedischen Feldmarschalls Gustaf Horn in Erscheinung und lagen einige Monate in Augsburg in Garnison, wo der Benediktinerpater Reginbald Möhner die Standarte Holtzmüllers, ein drachenähnliches Fabelwesen, zeichnete.
In den schwedischen Regimentslisten von 1634 erscheint Holtzmüller als Oberstleutnant über eine Squadron von 4 Kompanien Dragonern (regulär à 125 Mann) unter Gustav Horns Armeekorps. In der Schlacht bei Nördlingen kämpfte er am Albuch mit 200 Pferden auf Horns rechter Flanke und war dort an mehreren Reiterattacken beteiligt. Nach der verheerenden Niederlage geriet Horn in Gefangenschaft. Holtzmüller kam unter Befehl Herzog Bernhard von Sachsen-Weimars und wurde mit seinen verbleibenden 150 Dragonern auf die Burgfeste Hohenurach verlegt.

### Kommandeur der Württembergischen Landesfestungen
Holtzmüller setzte sofort die Ämter Urach und Münsingen sowie die umliegenden Herrschaften in Kontribution. Sein vorrangiges Ziel war, die Stadt Urach zu halten, welche unmittelbar nach der Nördlinger Schlacht von Truppen des kaiserlich-ligistischen Generalwachtmeisters Hans Heinrich von Reinach bedrängt wurde. Am 10. September 1634 alten Stils war die Stadt bereits 3 Mal berannt worden; die Angriffe konnten aber abgewehrt werden. Am 19. Oktober rückte schließlich der kaiserliche Oberst Walter Butler vor die Stadt und ließ sie am 21. Oktober mit Artillerie beschießen, worauf sich Urach am 2. November auf Gnade und Ungnade ergab.
Bereits während der Belagerung Urachs hatten Holtzmüllers Dragoner zahlreiche Ausfälle unternommen und dabei einige kaiserliche Abteilungen aufgerieben. Aber auch die umliegenden Dörfer wurden von seiner Soldateska heftig bedrängt. Als nach der Eroberung Urachs das Dorf Upfingen die Lebensmittellieferungen an die Festung einstellte, schickte Holtzmüller 30 Reiter in den Ort und ließ ihn anzünden (siehe hierzu: Elenhans).
Während der achtmonatigen Blockade Hohenurachs hielt Holtzmüller ständigen Briefkontakt mit Herzog Eberhard, der im Straßburger Exil weilte. Die 50 Mann württembergische Besatzung schätzte Holtzmüller gering. Wie er später an Herzog Eberhard schrieb, habe er sie nicht gebraucht. Die Festung konnte sich noch bis zum 29. Juli 1635 halten. Doch da Ulm sich dem Prager Frieden zuwandte und die Versorgung dadurch zusammenbrach, kapitulierte sein Bruder Johann. Gottfried hatte sich inzwischen mit 30 Mann nach Neuffen und schließlich bis Ulm durchgeschlagen.
In Ulm bewarb sich Holtzmüller am 13. August 1635 bei Herzog Eberhard von Württemberg um die Obervogtei Urach. Der Herzog hatte jedoch im Exil wenig Möglichkeiten zur Unterstützung. Als Eberhard im Oktober 1638 in sein Land zurückkehrte, bestellte er Holtzmüller zum Kommandanten der zurückerhaltenen Festung Hohenneuffen.

### Prozess gegen Holtzmüller
Im Februar 1640 wurde Holtzmüller jedoch plötzlich verhaftet und sein Besitz beschlagnahmt. Er wurde der tyrannischen Befehlsausübung, Erpressung und Veruntreuung fürstlichen Eigentums auf Hohenurach angeklagt. Von den Uracher Flüchtlingen habe er Lösegelder in Höhe von 2677 Gulden erpresst, den Sold von 20.000 Gulden gewaltsam eingetrieben, ohne Ursache den württembergischen Kastenknecht foltern und hängen lassen, den Amtspfleger zu Tode prügeln und mehrere Geiseln, die ihre Ranzionen nicht erlegen konnten, verhungern lassen. Außerdem habe er sich an einem jungen Mädchen vergangen und den „schönen Ort Upfingen“ abgebrannt. Als Beweis wurde ein Memorandum vom 6. Juli 1635 vorgelegt, das Holtzmüller für seinen Bruder Johann verfasst hatte und jenem den Befehl gab, alles Bargeld und Silbergeschirr unterhalb der Festung Hohenurach zu vergraben.
Gottfried Holtzmüller konnte sich jedoch mit großer Intelligenz und Geschick verteidigen, obwohl er wegen seiner Erblindung einen Schreiber brauchte und keinen Anwalt hatte. Im August 1641 kam es zu einer erneuten Verhandlung, die sich bis Februar 1642 hinzog. Schließlich wurde das von Holtzmüller beschlagnahmte Abendmahlgerät bei einer Durchsuchung im Keller der Holtzmüllerschen Wohnung auf Hohenneuffen gefunden.
Danach ging der Prozess an das Hofgericht Tübingen, wo er noch bis Oktober 1644 andauerte. Diese Prozessakten sind jedoch nicht erhalten, der Ausgang nicht dokumentiert. Jedoch wurde Holtzmüller, nach viereinhalb Jahren Haft auf Hohenneuffen, entlassen und teilweise rehabilitiert. 1645 hielt er sich wieder in Ulm auf, wo ihm Eberhard im September einen neuen Posten in Aussicht stellte. Der weitere Werdegang Holtzmüllers ist nicht überliefert, da hier die Prozessakten enden. Der Rechtsstreit kostete die Kellerei Neuffen fast 3000 Gulden.